# Live in San Francisco
Live in San Francisco uživo je album američkog rock instrumentalista Joea Satrianija, a izlazi u lipnju 2001. Album je inače u solo izvedbi Satrianija i izlazi kao dvostruko izdanje. Na njemu se nalazi 25 skladbi, a njihov je producent Joe Satriani.

## Popis pjesama
Sve pjesme napisao je Joe Satriani (osim koje su naznačene).

### Disk 1
1. "Time" – 8:10
2. "Devil's Slide" – 4:44
3. "The Crush of Love" (Satriani, John Cuniberti) – 5:04
4. "Satch Boogie" – 5:28
5. "Borg Sex" – 5:28
6. "Flying in a Blue Dream" – 6:41
7. "Ice 9" – 4:54
8. "Cool #9" – 6:16
9. "Circles" – 4:20
10. "Until We Say Goodbye" – 5:36
11. "Ceremony" – 5:57
12. "The Extremist" – 3:39
13. "Summer Song" – 8:45

### Disk 2
1. "House Full of Bullets" – 6:55
2. "One Big Rush" – 4:06
3. "Raspberry Jam Delta-V" – 6:53
4. "Crystal Planet" – 6:02
5. "Love Thing" – 3:48
6. "Bass Solo" (Stuart Hamm, Ludwig van Beethoven) – 6:28
7. "The Mystical Potato Head Groove Thing" – 6:24
8. "Always with Me, Always with You" – 3:50
9. "Big Bad Moon" – 6:32
10. "Friends" – 4:07
11. "Surfing with the Alien" – 9:17
12. "Rubina" – 8:08

## Popis izvođača
- Joe Satriani – Gitara
- Jeff Campitelli – Udaraljke, Bubnjevi
- Stuart Hamm – Bas gitara
- Eric Caudieux – klavijature, ritam gitara